# Umbilicaria umbilicarioides
Umbilicaria umbilicarioides är en lavart som först beskrevs av Stein, och fick sitt nu gällande namn av Krog & Swinscow. Umbilicaria umbilicarioides ingår i släktet Umbilicaria och familjen Umbilicariaceae.   Inga underarter finns listade i Catalogue of Life.